# Vevo
Vevo és una pàgina web de vídeos musicals propietat de Sony Music Entertainment, Universal Music Group, i Abu Dhabi Media Company, desenvolupada i allotjada per YouTube, Sony i Google, el contingut de la qual se subministrava inicialment gràcies a Universal.
Vevo va començar a operar durant la mitja nit del 6 de desembre del 2009 als Estats Units, Canadà, Mèxic i Japó.
El servei empra la infraestructura ja existent a YouTube per allotjar-hi contingut de la propietat d'Universal, però amb un domini d'Internet paral·lel. Universal i Google, i en el futur altres grups de mitjans si decideixen unir-se, es repartiran els ingressos per publicitat que es gestioni.
Fonts com Cnet han declarat que Vevo podria convertir-se en el més gran lloc web de música per Internet.
Una motivació possible per al projecte és la competència que YouTube suposa per a altres pàgines de vídeos musicals. Warner Music Group va retirar els seus continguts de YouTube al mes de març del 2009 per aquesta raó, si bé altre mitjans com ara Wired han publicat que Warner està avaluant la seva participació amb Vevo.
La idea subjacent en Vevo és convertir-se en "el Hulu dels videoclips", per tal d'atraure d'aquesta manera anunciants d'alt nivell. Molts anunciants són reticents a incloure publicitat al YouTube juntament amb el contingut generat per usuaris anònims, la qualitat de la qual no està garantida. En el futur, el lloc web podria allotjar-hi altre tipus de contingut.
Universal va registrar el domini vevo.com el 20 de novembre del 2008. El llançament definitiu del servei es va dur a terme durant una festa a Ciutat de Nova York el 8 de desembre del 2009.
Tot i això, Vevo està agermanat amb YouTube; la majoria del vídeos de Vevo es troben al YouTube, diversos artistes tenen comptes amb el nom de Vevo al final (BritneySpearsVEVO, MileyCyrusVEVO, RihannaVEVO, BlackeyedpeasVEVO, ShakiraVEVO, CAguileraVEVO, LadyGagaVEVO, KeshaVEVO, KatyPerryVEVO, KissVEVO, PinkVEVO, BelindaVEVO, DemiLovatoVEVO, OneDirectionVEVO), etc.
Molts vídeos musicals que s'havien suspès de YouTube per a Llatinoamèrica per part dels canals VEVO amb la nota "Aquest vídeo conté material Vevo, que està inactiu al teu país per raons relacionades amb els drets d'autor", incloent vídeos de Beyoncé, Shakira i Britney Spears, actualment es poden veure amb normalitat.